# Ana Zimhart
Ana Zimhart ist eine US-amerikanische Schauspielerin.

## Leben
Zimhart ist die Tochter einer professionellen Tänzerin und eines Malers. Ab ihrem 2. Lebensjahr begann sie mit dem Ballett, später kamen noch zeitgenössischer Tanz und Hip-Hop dazu. Im Alter von 15 Jahren begann sie, Tanzstücke kompetitiv zu choreografieren, bevor sie sich in andere Welten der körperlichen Leistungsfähigkeit ausbreitete, darunter Wettkampfgymnastik, Theaterkunst, Kampfchoreographie, Stunts und Parkour. Mit 18 zog sie von Pennsylvania nach New York City und besuchte dort das The New York Conservatory for Dramatic Arts. Sie studierte Theatergeschichte, experimentierte im Black-Box-Theater und lernte ihre natürliche Bühnenpräsenz mit Schauspieltechniken vor der Kamera auf die Leinwand zu übertragen. Später zog sie nach Los Angeles.
Sie debütierte 2014 in den Kurzfilmen Hunting Shadows und Alien Hunter Jack – Meet Mitch. 2015 folgten Besetzungen in den Kurzfilmen Labels und The Look, 2016 eine Rolle im Kurzfilm Architects of Crime. 2017 übernahm sie eine größere Nebenrolle in dem B-Movie Alien Convergence – Angriff der Drachenbiester. 2018 folgten Besetzungen in den Kurzfilmen Damage Control und Animus.

## Filmografie
- 2014: Hunting Shadows (Kurzfilm)
- 2014: Alien Hunter Jack – Meet Mitch (Kurzfilm)
- 2015: Labels (Kurzfilm)
- 2015: The Look (Kurzfilm)
- 2016: Architects of Crime (Kurzfilm)
- 2017: VooDoo
- 2017: Alien Convergence – Angriff der Drachenbiester (Alien Convergence)
- 2018: Damage Control (Kurzfilm)
- 2018: Animus (Kurzfilm)